# Mraźnica (Zakopane)
Mraźnica (870-900 m n.p.m.) – część Zakopanego położona w południowej części miasta, bezpośrednio granicząca z Tatrzańskim Parkiem Narodowym. Znajduje się w widłach Potoku zza Bramki i potoku Miśkowiec wypływającego z Suchego Żlebu, pomiędzy Krzeptówkami i Buńdówkami. 
Nazwa pochodzi od polany Mraźnica, znajdującej się tuż pod Drogą pod Reglami, poniżej wylotu Suchego Żlebu. Na polanie tej dawniej zimowano owce. Słowo mraźnica, związane ze starymi formami gospodarki pasterskiej, przetrwało w gwarze żywieckiej i oznacza "zagrodę dla owiec z drzew iglastych", zaś jego odpowiednik mrośnica oznacza "zagrodę dla bydła" w gwarze podhalańskiej